# Germaine Labole
Germaine Marie Labole (* 22. Dezember 1896 in Bordeaux, Gironde; † 13. November 1942 ebenda) war eine französische Komponistin und Organistin.

## Leben
Labole wurde als Tochter des Komponisten Pierre Nelson Labole und seiner Frau Clémence Mandosse in Bordeaux geboren. Sie studierte Orgel am Conservatoire de Bordeaux sowie bei Marcel Dupré und wirkte danach als Organistin an der Kirche Saint-Martial in Bordeaux.
Bereits 1922 wurde sie als Komponistin bei einem Wettbewerb der Gazette Musicale du Nord mit einem Preis ausgezeichnet. Sie war Mitglied der Societé des auteurs et compositeurs de Paris. An größeren Orgelwerken schrieb sie eine Symphonie en si mineur und ein Triptyque, die beide im Verlag Bornemann veröffentlicht wurden.
Labole starb im Alter von 45 Jahren im November 1942.
Im Gedenken an die Komponistin wurde der Prix Pierre et Germaine Labole begründet. Zu den Preisträgern zählten u. a. Désiré Dondeyne, Roger Boutry, Marc Steckar und Jean-Jacques Werner.

## Schaffen
Labole hinterließ Kompositionen für Orgel und Klavier, ferner Kammermusik und Lieder (mélodies).
Ihre 1940 komponierte, 1942 erschienene Symphonie en si mineur, eine viersätzige Orgelsinfonie, war ihr Hauptwerk, das sie mit der Widmung À mon cher maître Marcel Dupré versah. Anknüpfend an die französische Romantik, ist die Sinfonie von einer idée fixe geprägt, einem Leitmotiv, das in verschiedenen Varianten die Komposition durchzieht. Ihr Werk steht in der Tradition der französischen Orgelsinfonie im Gefolge von Charles-Marie Widor, Louis Vierne, Charles Tournemire und Marcel Dupré. Ein weiteres wichtiges Orgelwerk Laboles ist Triptyque, das posthum 1966 erschien.
Ihr lange vergessenes Schaffen wurde ab den 1990er Jahren nach und nach wieder entdeckt, aufgeführt und eingespielt u. a. von Lutz Felbick, Christian Robert, Julian Bewig, Masako Honda, Andreas Cavelius, Damin Spritzer, Michelle Guyard und Anne-Gaëlle Chanon.

## Werke
- Symphonie en si mineur pour grand orgue (1940), veröffentlicht bei Bornemann, Paris 1942
- Triptyque pour orgue, veröffentlicht posthum bei Bornemann, Paris 1966 sowie bei Alphonse Leduc, Paris 2005
- Petite Fantaisie sur un Thème Languissant pour piano, veröffentlicht 1922

## Diskographie (Auswahl)
- Symphonie en si mineur: Lutz Felbick auf LP Mitra 16221, 1990[11]
- Symphonie en si mineur und Triptyque: Julian Bewig auf Classicophon CL 2008-009, 2008
- Symphonie en si mineur: Masako Honda auf AMP, 2016
- Symphonie en si mineur und Triptyque: Damin Spritzer auf Raven OAR-196, 2025